# عبد الله بن سالم القاسمي
عبدالله بن سالم بن سلطان القاسمي نائب حاكم إمارة الشارقة ونائب رئيس المجلس التنفيذي لإمارة الشارقة في دولة الإمارات العربية المتحدة.

## المناصب
في 19 فبراير 2008م أصدر الشيخ سلطان بن محمد القاسمي عضو المجلس الأعلى للاتحاد حاكم الشارقة مرسوماً أميرياً بتعيينه نائبًا للحاكم في إمارة الشارقة.
ويتمتع برؤية ملهمة لتطوير العمل الحكومي وتمكين الجهات الحكومية في إمارة الشارقة من تقديم خدمات مبتكرة تلبي تطلعات المواطنين والمقيمين، بما يتماشى مع توجيهات حاكم الشارقة لتحقيق التطور الاقتصادي والعدالة الاجتماعية، كما ويشرف على متابعة تنفيذ الخطط التنموية للإمارة، والمساهمة برسم سياستها العامة في مختلف المجالات، بما يرسخ مكانتها كوجهة ثقافية وتراثية واجتماعية ومركز اقتصادي وصناعي وسياحي.
ويشغل عدة مناصب، منها:
- نائب حاكم الشارقة
- نائب رئيس المجلس التنفيذي لإمارة الشارقة
- كما وسبق أن تولى عدد من المهام، منها:
  - رئيس الديوان الأميري
  - رئيس مجلس إدارة هيئة كهرباء ومياه وغاز الشارقة
  - رئيس نادي الشعب الثقافي الرياضي.

## الحياة الشخصية

### نسبه
ينتمي الشيخ عبدالله إلى قبيلة القواسم، وهو أحد أحفاد الشيخ سلطان بن صقر بن خالد القاسمي والذي حكم إمارة الشارقة بين عامي 1924م إلى 1951م. لديه شقيقان هما: الشيخ محمد بن سالم القاسمي والشيخ عبد الرحمن بن سالم القاسمي.

### أسرته
تزوج من الشيخة فاطمة بنت أحمد بن راشد المعلا ، وأنجبا:
- سلطان بن عبدالله القاسمي (مدير دائرة الإحصاء والتنمية المجتمعية بالشارقة)
- سالم بن عبدالله القاسمي (مدير هيئة الإنماء التجاري والسياحي بالشارقة)
- أحمد بن عبدالله القاسمي
- نورة بنت عبدالله القاسمي
- فدى بنت عبدالله القاسمي
- شيخة بنت عبدالله القاسمي
- علياء بنت عبدالله القاسمي

متزوج حاليا من الفنانة البحرينية المعتزلة زينب العسكري ، ولديه منها:
- الزين بنت عبدالله القاسمي
- الحلا بنت عبدالله القاسمي
- الغلا بنت عبدالله القاسمي